# غوردون هان
غوردون هان (بالإنجليزية: Gordon Hahn)‏ هو سياسي أمريكي، ولد في 15 أبريل 1919 في كيندرسلاي في كندا، وتوفي في 29 مارس 2001. حزبياً، نشط في الحزب الجمهوري. وقد انتخب عضو جمعية ولاية كاليفورنيا.